# Стрелечье (деревня)
Стрелечье — деревня в Максатихинском районе Тверской области. Входит в состав Малышевского сельского поселения.

## География
Находится в северо-восточной части Тверской области на расстоянии приблизительно 20 км по прямой на запад-юго-запад от районного центра поселка Максатиха на правом берегу речки Волчина.

## История
Деревня была отмечена еще на карте Менде (состояние местности на 1848 год). В 1859 году здесь (тогда сельцо Вышневолоцкого уезда Тверской губернии) было учтено 10 дворов. До 2014 года входила в Каменское сельское поселение до его упразднения.

## Население
Численность населения: 74 человека (1859 год), 3 (русские 100 %) в 2002 году, 1 в 2010.